# Synemosyna edwardsi
Synemosyna edwardsi är en spindelart som beskrevs av Cutler 1985. Synemosyna edwardsi ingår i släktet Synemosyna och familjen hoppspindlar. Inga underarter finns listade i Catalogue of Life.